# 지머링
지머링(독일어: Simmering)은 오스트리아 빈의 제 11구역이다.